# 鑫园客栈

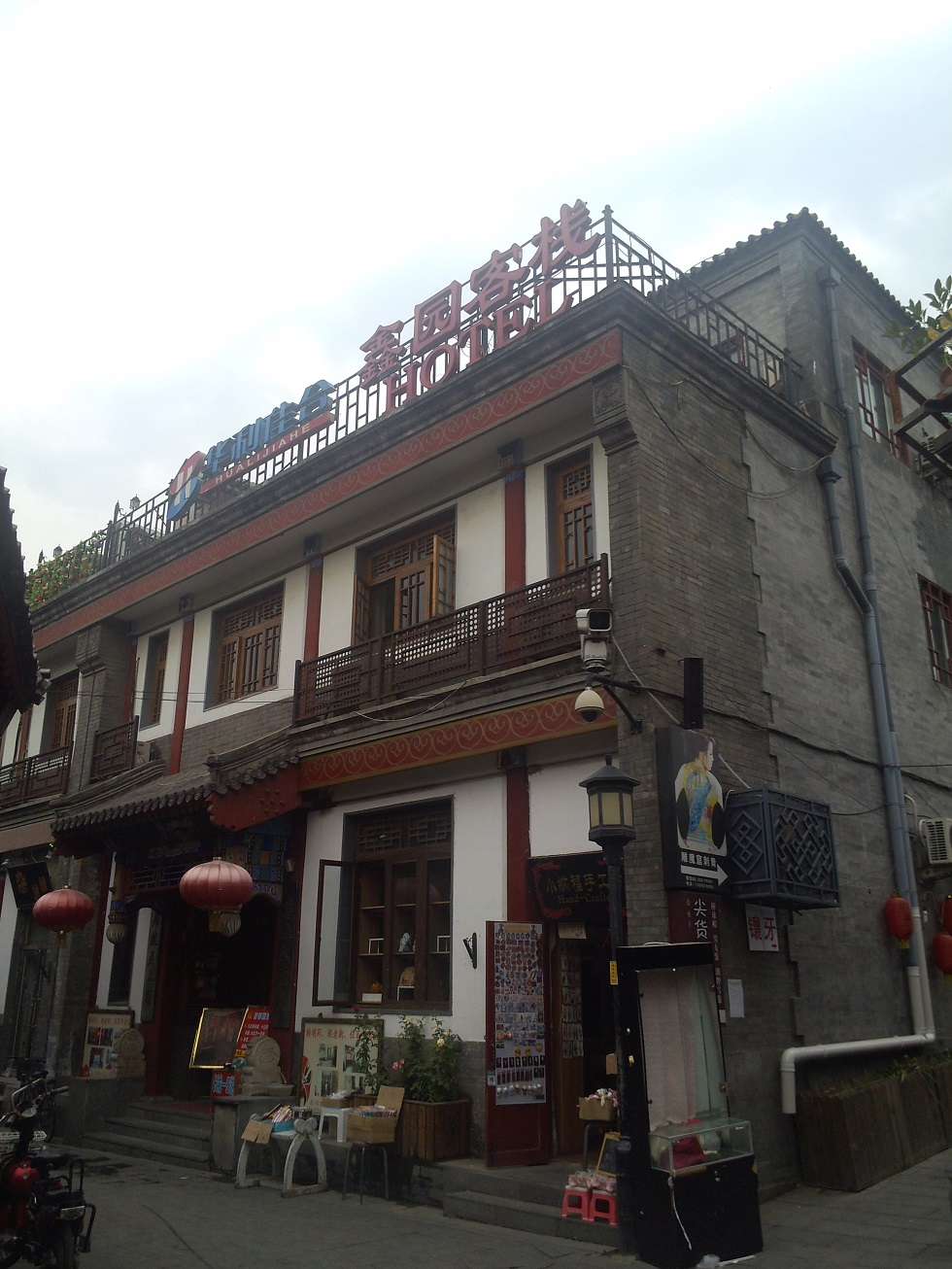
位于烟袋斜街与大石碑胡同交叉口的鑫园客栈

鑫园客栈，位于北京市西城区烟袋斜街21号，是一家小型旅馆。该旅馆的前身是鑫园澡堂，最早由李莲英的义子李福庆于清朝光绪年间创办，是当时北京北城最著名的公共澡堂。

## 简介
鑫园澡堂始建于清朝光绪年间，内设温、热、暖三池。此外，鑫园澡堂还负责烟袋斜街的消防。早年，烟袋斜街设有公益水会，李福庆曾经被推为该水会会长，置有会旗、铜锣、水桶、火钩、板斧等简易灭火装置，附近的商店如果失火，鑫园澡堂会鸣锣示警，聚集水会会员前去灭火。1928年，澡堂转手由孙印弘、赵炳文经营。1956年，浴池业公私合营，鑫园澡堂附设理发、搓澡、修脚等服务项目，内设温热双池。文化大革命中更名为“鼓楼浴池”，搓澡和修脚服务被取消。后因1976年唐山大地震致建筑下沉，房屋因属于危房而歇业。1985年，由西城区服务公司投资160万元，在原址拆旧建新，成为西城区首家高档浴池，建筑面积1900平方米。此即“鑫园浴池”。2007年，华利佳合公司投资460万元，历时6个月，在鑫园浴池基础上改建了客房，名为“鑫园客栈”，内外装修设计保持明清风格。位于一楼及地下的鑫园浴池继续运营，并在浴池入口处刻有碑记，简述其发展历程。
碑记全文如下：
鑫园澡堂 光绪年创
百年字号 历史悠长
莲英嗣子 福庆首商
名噪一时 北城显彰
二八易主 孙赵营当
虽经战乱 不失魁罡
五六合营 民众同享
七六震损 八九重光
恢复风貌 添旅加商
零七装修 更显古妆
留存洗浴 古街一行

便民惠民 和谐共享

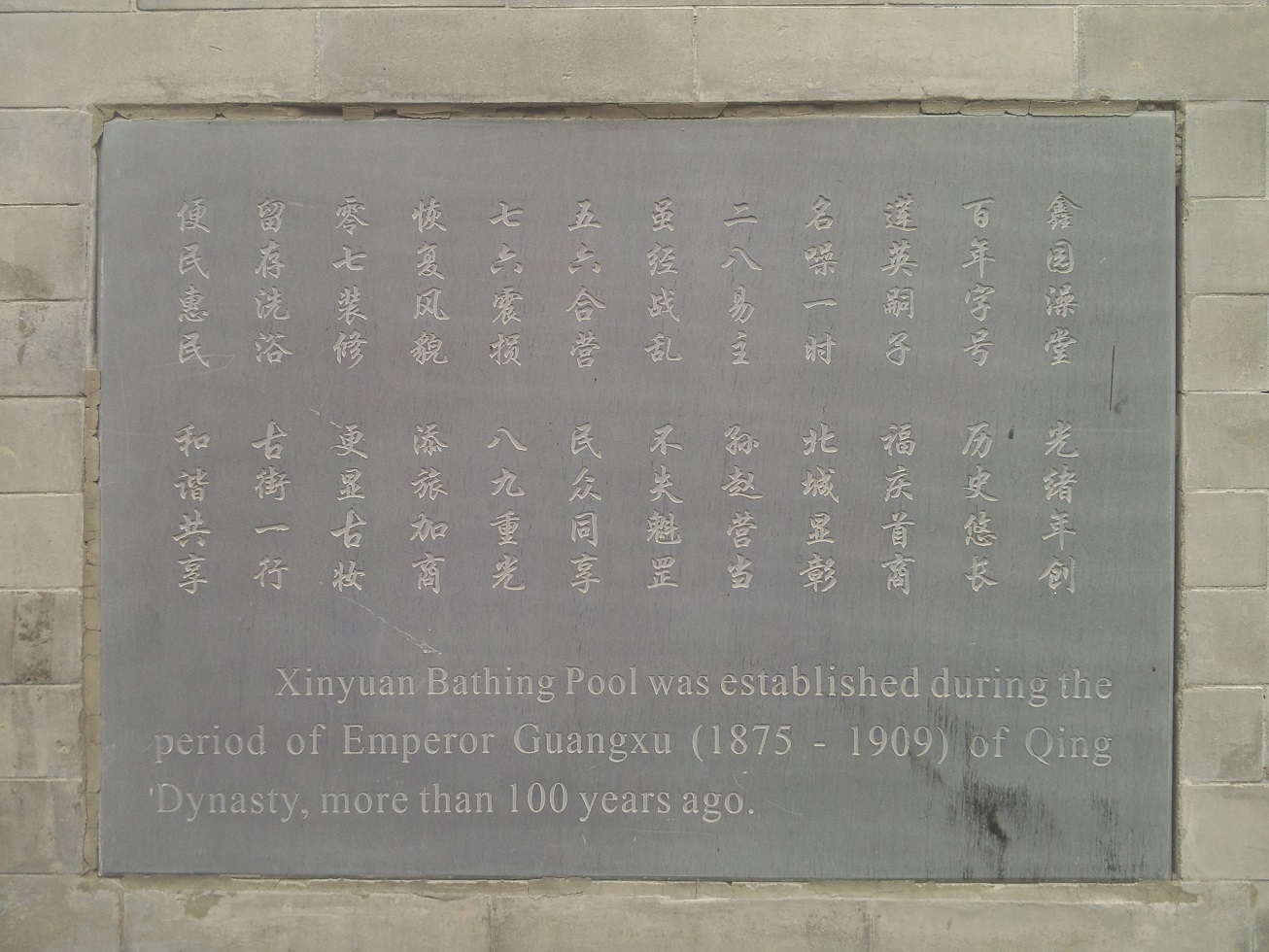
鑫园澡堂碑记

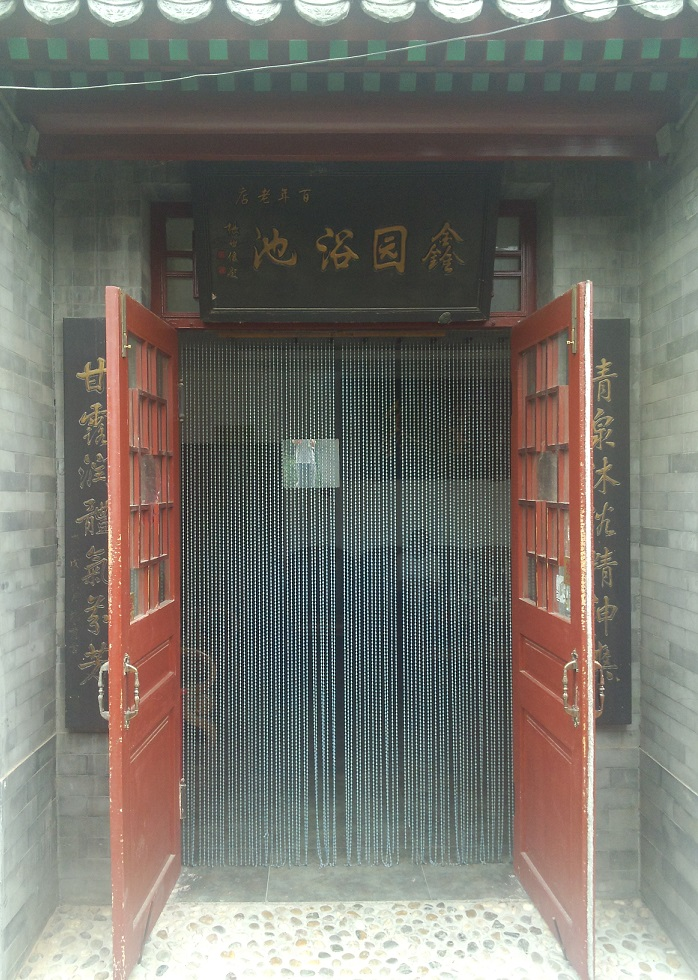
2014年鑫园浴池正门。门上悬挂“鑫园浴池”匾额。两侧对联为“清泉沐浴精神爽，甘露润体气芬芳”

鑫园浴池经过上述多次修缮，原来千余平方米的洗浴面积缩小到百余平方米，女部泡池也被取消。减少的面积大多变成鑫园客栈的客房。2008年，国家旅游局局长邵琪伟视察鑫园客栈奥运服务准备工作。2011年11月1日，北京电视台《身边》栏目播出“烟袋斜街”专辑，其中讲述了鑫园浴池历史并采访了鑫园客栈负责人。
2014年9月，鑫园浴池贴出告示称，“由于水、电、煤气及各类经营成本上涨，导致浴池经营每况愈下，将于9月20日起全面停业”。鑫园浴池负责人表示，9月20日浴池停业后，将改为鑫园客栈的客房。